# Вељко Угринић
Вељко Угринић (Стара Градишка, 28. децембар 1885 — Загреб, 15. јули 1958) био је први селектор репрезентације Југославије, атлетичар, спортски радник, стоматолог по занимању.
Спортску каријеру започиње као фудбалер и 1903. један је од оснивача ПНИШК (Први ногометни и шпортски клуб Загреб). Касније се бави и лаком атлетиком, па је 1906. победник на првој лакоатлетској приредби у Загребу у трчању на 3.000 m (од Дубраве до Загреба) и на 100 m.
По завршетку Првог светског рата члан је атлетске секције ХШК Конкордија. Последњи пут је наступао 1947, као члан Омладинског студентског фискултурног друштв Младост.
Један је од оснивача и први председник Лакоатлетског савеза Хрватске и Славоније 1919. и Југословенског лакоетлетског савеза (1921. на чијем је челу до 1937.
Први је селектор Фудбалске репрезентције Југославије од 1919. до 1924. У том периоду састављао је репрезентацију десет пута. Први пут је предводио репрезентацију са репрезентацијом Чехословачке (0:7) на Олимпијским играма 1920 у Антверпену, 28. августа 1920, а последњи пут против репрезентације Аутрије (1:4) у пријатељској утакмици 20. априла 1924. у Загребу.
Један је од оснивача Балканских атлетских игара и организатора V Балканских игара у Загребу 1934. Четири године је био председник Интербакланског комитета, а био је и члан Југословенског олимпијског одбора (1919—1937).
У време Априлског рата 1941. неколико пута је био хапшен и затваран. После Ослобођења земље постаје организатор стрељачких такмичења у Хрватској, потпредседник је Фискултурног савеза Хрватке, члан Комитета за фискултуру Хрватске, предесник Атлетског савеза Хрватске и члан многих других друштвених и спортских организација Загреба, Хрватске и Југославије.

## Утакмице репрезентације Југославије у којима је био селектор
|     | Датум              | Противник    | Резултат    | Стадион   | Гладалаца | Врста                  |
| --- | ------------------ | ------------ | ----------- | --------- | --------- | ---------------------- |
| 1.  | 28. август 1920.   | Чехословачка | 0 : 7 (0:3) | Антверпен | 600       | Ол. игре               |
| 2.  | 2. септембар 1920. | Египат       | 2 : 4 (1:2) | Антверпен | 500       | Ол. игре               |
| 3.  | 28. октобар 1921.  | Чехословачка | 1 : 6 (1:0) | Праг      | 10.000    | Пријатељска            |
| 4.  | 8. јун 1922.       | Румунија     | 1 : 2 (1:1) | Београд   | 5.000     | Куп пријтељских земаља |
| 5.  | 28. јун 1922.      | Чехословачка | 4 : 3 (1:3) | Загреб    | 6.000     | Пријатељска            |
| 6.  | 1. октобар 1922.   | Пољска       | 1 : 3 (1:1) | Загреб    | 4.000     | Пријатељска            |
| 7.  | 3. јун 1922.       | Пољска       | 2 : 1 (1:0) | Краков    | 13.000    | Пријатељска            |
| 8.  | 10. јун 1923.      | Румунија     | 2 : 1 (2:0) | Букурешт  | 15.000    | Куп пријтељских земаља |
| 9.  | 28. октобар 1923.  | Чехословачка | 4 : 4 (2:4) | Праг      | 6.000     | Пријатељска            |
| 10. | 10. фебруар 1924.  | Аустрије     | 1 : 4 (0:1) | Загреб    | 10.000    | Пријатељска            |

Укупно:
3 победе
1 нерешено
6 пораза